# A Filha de Drácula
A Filha de Drácula (em francês:  La Fille de Dracula) é um filme de terror erótico franco-português escrito e realizado por Jesús Franco. Foi lançado nos cinemas franceses a 14 de dezembro de 1972.

## Elenco
- Britt Nichols como Luisa Karlstein
- Anne Libert como Karine
- Alberto Dalbés como Inspector Ptuschko
- Howard Vernon como Conde Drácula
- Daniel White como Conde Max Karlstein
- Jesús Franco como Cyril Jefferson
- Fernando Bilbao como Charlie, o repórter
- Yelena Samarina como Ana Kramer
- Carmen Carbonell como Baronesa Karlstein
- Conchita Núñez como Margot, a empregada de mesa
- Eduarda Pimenta como a primeira vítima (não creditada)